# Bimmen
Bimmen è una frazione della città tedesca di Kleve nello stato federale della Renania Settentrionale-Vestfalia. Ha circa 170 abitanti e una superficie di 2,09 km². Bimmen è situato sulla sponda meridionale del Reno e confina con la municipalità dei Paesi Bassi di Millingen aan de Rijn nella provincia di Gheldria.